# Antepipona tunisiana
Antepipona tunisiana är en stekelart som beskrevs av Gusenleitner 1999. Antepipona tunisiana ingår i släktet Antepipona och familjen Eumenidae. Inga underarter finns listade i Catalogue of Life.